# Universitat de París I Panteó-Sorbona
La Universitat de París I Panteó-Sorbona és una universitat de París. La universitat és una institució multidisciplinària de l'ensenyament superior francès, especialitzada en els camps de l'economia i la gestió, les arts i les humanitats, el dret i les ciències polítiques.

## Graduats notables
- Jean-Michel Blanquer, jurista, polític i professor de francès
- Pauline Schmitt-Pantel, historiadora i hel·lenista francesa
- Boutros Boutros-Ghali, diplomàtic egipci
- Cristovam Buarque, polític brasiler